# Schwedische Sintflut

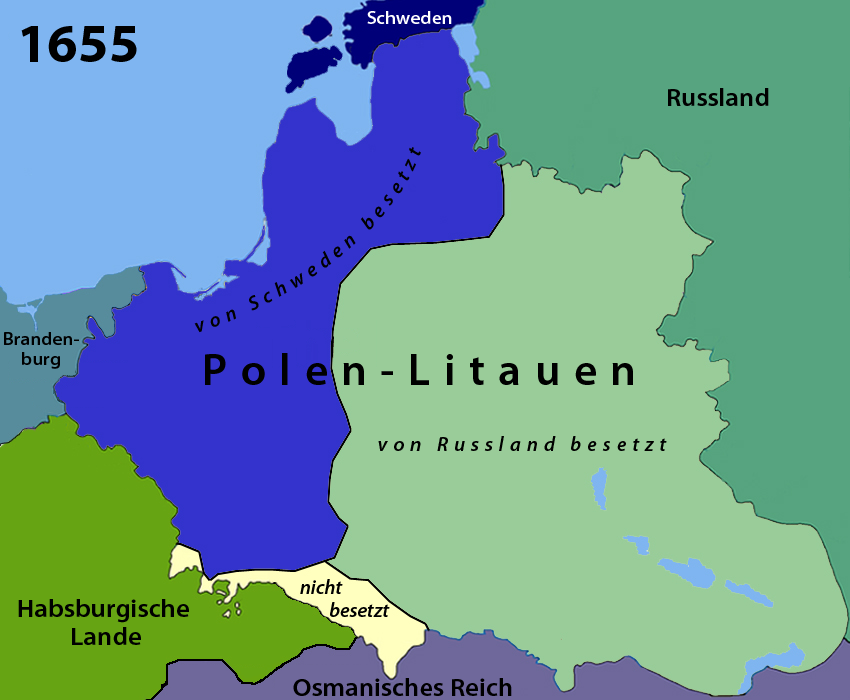
Polen-Litauen war bis Ende 1655 fast vollständig von den Schweden (dunkelblau) und russischen Truppen (hellgrün) besetzt worden.

Schwedische Sintflut (polnisch Potop szwedzki) ist eine in der polnischen Geschichtsschreibung geläufige Bezeichnung für den Krieg zwischen Schweden und Polen in den Jahren 1655 bis 1660 (auch Zweiter Nordischer Krieg genannt) und die damit verbundenen Kriegszüge und Invasionen durch schwedische Truppen und die mit ihnen verbündeten Feinde (Ukrainer, Russen), denen Polen-Litauen in dieser Zeit ausgesetzt war. Ist von Potop ohne den Zusatz „schwedisch“ die Rede, so ist dabei auch der Russisch-Polnische Krieg von 1654 bis 1667 mit inbegriffen. Dieser nicht minder destruktive Krieg war wiederum eine Folge des russischen Eingreifens aufseiten der aufständischen Kosaken unter Bohdan Chmelnyzkyj, betraf aber vornehmlich die orthodoxe Osthälfte Polen-Litauens. In Litauen, das dementsprechend hauptsächlich unter den russischen Truppen litt, wird der Begriff „schwedische Sintflut“ (litauisch Švedų tvanas) für diese Episode in der Geschichte beider Länder daher seltener verwendet.

## Geschichte
Im Sommer 1655 marschierte König Karl X. Gustav von Schweden (1622–1660) mit seiner Armee in die Rzeczpospolita ein. Da die polnischen Aufgebote anfangs so gut wie keinen effektiven Widerstand zu leisten imstande waren, konnten die Schweden rasch vorrücken. Der polnische König Jan II. Kazimierz (1609–1672) floh nach Schlesien. In der Wahrnehmung der Polen wurde ihr Land von den schwedischen Truppen wie von einer Flutwelle überrollt – daher auch die Bezeichnung Potop, „Sintflut“. Erst nachdem die Schweden Ende 1655 die Belagerung des Klosters Tschenstochau aufgeben mussten und die polnischen Adligen ihre vom schwedischen König versprochenen Rechte zunehmend in Gefahr sahen, begann sich das Blatt zu wenden. Zahlreiche Adelige schlossen sich Ende 1655/Anfang 1656 zur Konföderation von Tyszowce gegen Karl Gustav zusammen. Sie leisteten den schwedischen Truppen fortan erbitterten Widerstand und zwangen sie so allmählich zum Rückzug aus weiten Landesteilen. An den sich bis 1660 hinziehenden Kämpfen beteiligten sich auch Brandenburg, Dänemark und Siebenbürgen sowie Kontingente der Habsburger. Im Osten der Rzeczpospolita, der bereits seit 1648 zuerst von aufständischen Kosaken, später von russischen Truppen verheert worden war, wurden die Kampfhandlungen erst durch den Vertrag von Andrussowo beendet.
Die Kampfhandlungen und die damit einhergehenden Plünderungen und Verwüstungen weiter Landstriche und vieler Städte während der Kriege dieser „blutigen Sintflut“ hatten für Polen-Litauen ähnlich verheerende Folgen wie der Dreißigjährige Krieg für das Heilige Römische Reich Deutscher Nation. Neben den Bevölkerungsverlusten wog auch der unwiederbringliche Verlust von Kulturgütern aller Art schwer, da beispielsweise nicht wenige Städte im Laufe der langwierigen Kampfhandlungen wiederholt zum Kriegsschauplatz und damit zum Opfer einer raubenden und mordenden Soldateska wurden.

## Nachwirkung in Literatur und Film
Populär geworden ist der Begriff Potop vor allem durch den gleichnamigen Roman von Nobelpreisträger Henryk Sienkiewicz, der in der Zeit von 1655 bis 1656 spielt und der zweite Teil seiner „Polnischen Trilogie“ ist.
Die Verfilmung von Jerzy Hoffman aus dem Jahr 1974 (mit Daniel Olbrychski in einer der Hauptrollen) gilt als eine der besten polnischen Literaturverfilmungen. Der Film erhielt beim ersten Polnischen Filmfestival in Danzig den Hauptpreis.